# Мегалово
Мегалово (на турски: Yeşilce) е село в околия Малък Самоков, вилает Лозенград (Къркларели), Турция. Според оценки на Статистическия институт на Турция през 2018 г. населението на селото е 227 души.

## География
Селото се намира в историко–географската област Източна Тракия, в планината Странджа, в близост до българо-турската граница.

## История
През 19 век Мeгалово е българско село в Малкотърновска кааза на Османската империя. Според статистиката на професор Любомир Милетич в 1912 година в селото живеят 37 български екзархийски семейства или 130 души.
При избухването на Балканската война в 1912 година един човек от Мегалово е доброволец в Македоно-одринското опълчение.
Българското население на Мегалово се изселва след Междусъюзническата война в 1913 година.

## Личности
Родени в Мегалово
- Георги Стоянов Кукуринков (1912 – 1944), български партизанин[4]
- Жельо Димитров, македоно-одрински опълченец, 2 рота на Лозенградската партизанска дружина[5]